# برواية ال بوعزيز (الهايي)
برواية ال بوعزيز (بالفارسية: بروایه البوعزیز) هي قرية وتقع في إيران في قسم الهايي الريفي. يقدر عدد سكانها بـ 658 نسمة بحسب إحصاء 2016.